# Viktor Dolenc
Viktor Dolenc, slovenski trgovec, politik, publicist in urednik, * 22. december 1841, Senožeče, † 20. julij 1887, Trst.

## Življenjepis
Viktor Dolenc je začel politično delovati po prihodu v Gorico 1867. Leta 1868 je sodeloval pri ustanovitvi čitalnice v Solkanu. Na taboru v Šempasu (1869) je zahteval, da bi službe v javni upravi dobili domačini. V Gorici je postal odbornik  političnega društva Soča in si prizadeval, da bi izdajali tednik za vse primorske Slovence. Ko je društvo 1871 začelo izdajati glasilo Soča je Dolenc postal njen izdajatelj in odgovorni urednik. Vanj je tudi pisal gospodarske in politične članke. Leta 1883 je izdal Kažipot po Trstu, katerega namen je bil seznanitev slovenskih gospodarstvenikov z razmerami v Trstu ter 1884 postal urednik tržaške Edinosti in glasilu tudi pomagal postaviti tiskarno. 